# Wijzend
Wijzend is een buurtschap in de gemeente Medemblik, in de Nederlandse provincie Noord-Holland.
Wijzend ligt net ten noorden van Nibbixwoud, waartoe het vaak wordt gerekend, ten noorden van de stad Hoorn. Wijzend was onderdeel van de gemeente Nibbixwoud die in 1979 opging in de fusiegemeente Wognum. Deze fuseerde zelf weer per 1 januari 2007 met de stadsgemeente Medemblik en gemeente Noorder-Koggenland tot de fusiegemeente Medemblik.
Het heeft maar twee straten. De hoofdweg Wijzend en een naast liggend straatje Wijzendhoek.
De plaatsnaam Wijzend verwijst naar de ligging van de weiden ten opzichte van de dijk de Wijzend. De plaatsnaam komt in 1639 voor als Wijsent.
Wijzend kent een mix van woonhuizen en agrarische bedrijven. Wijzend kende zeer kort een eigen stopplaats aan de spoorlijn Hoorn - Medemblik. De halte werd in gebruik genomen op 3 november 1887, maar nog net geen jaar later, in oktober 1888, gesloten.

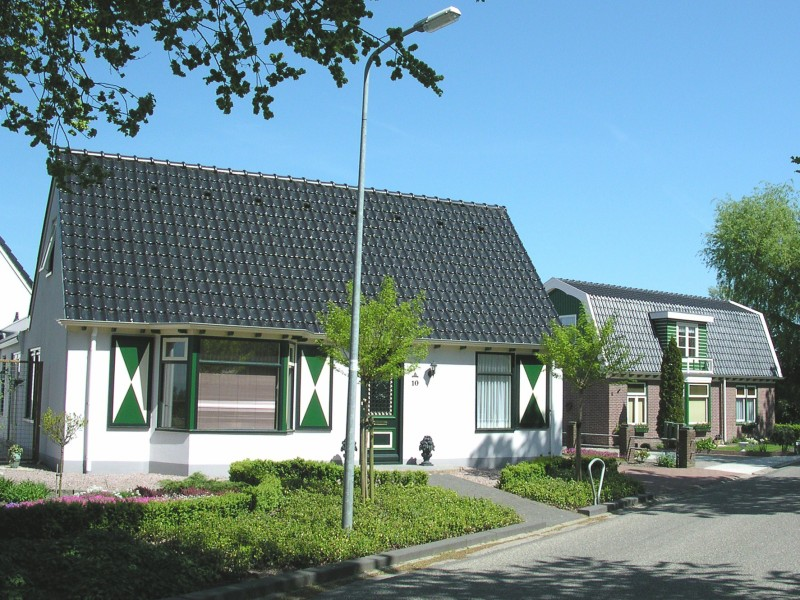
Wijzend
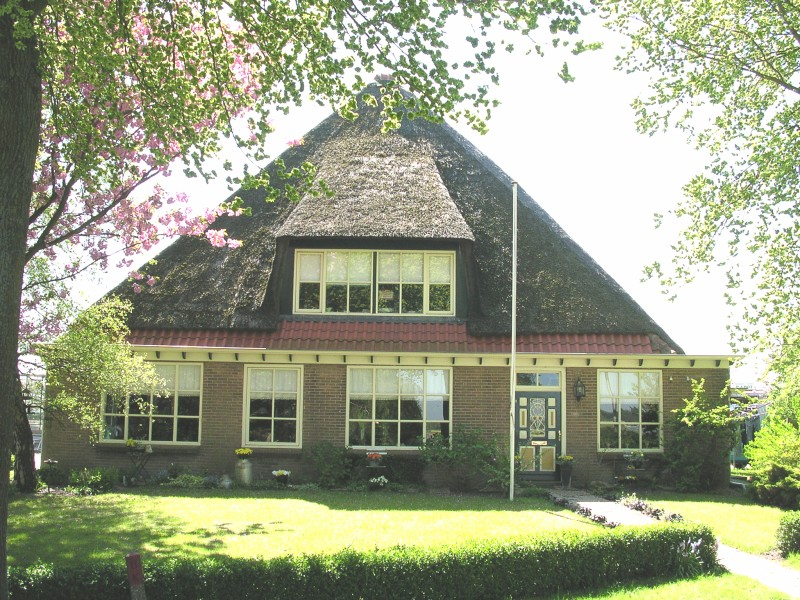
Stolpboerderij uit 1885

Stad: Medemblik

Dorpen: Abbekerk · Andijk · Benningbroek · Hauwert · Lambertschaag · Midwoud · Nibbixwoud · Onderdijk · Oostwoud · Opperdoes · Sijbekarspel · Twisk · Wadway (deels) · Wervershoof · Wognum · Zwaagdijk (Zwaagdijk-Oost en Zwaagdijk-West)

Buurtschappen: Bangert · Bennemeer · Broerdijk · De Buurt · Het Hoogeland · Kerkbuurt · Koppershorn · Lekermeer · Munnikij · 't Slot · Veldhuis · Het Westeinde · Wijzend · Zomerdijk

Noord-Holland: Steden en dorpen in Noord-Holland      Nederland: Provincies · Gemeenten